# Komádi
Komádi – miasto na Węgrzech, w Komitacie Hajdú-Bihar, w powiecie Berettyóújfalu.